# Football Club Mondercange
FC Mondercange é uma equipe luxemburguesa de futebol com sede em Mondercange. Disputa a primeira divisão de Luxemburgo (Campeonato Luxemburguês de Futebol).
Seus jogos são mandados no Stade Communal, que possui capacidade para 3.300 espectadores.

## História
O FC Mondercange foi fundado em Julho de 1933.